# Адлерберг, Иван Яковлевич
Иван Яковлевич (Эрих-Иоганн) Адлерберг (1725—1774) — полковник, герой русско-турецкой войны 1768—1774 годов, комендант Ставрополя.

## Биография
Родился в 1725 году, происходил из старинного дворянского рода шведского происхождения, записанного в родословные книги Эстляндской губернии.
В военную службу вступил в 1742 году. В 1768—1774 годах, будучи майором Нижегородского пехотного полка, Адлерберг принимал участие в кампании против турок и 12 мая 1771 года был награждён орденом св. Георгия 4-й степени (№ 94 по кавалерскому списку Судравского и № 115 по списку Григоровича — Степанова)
За храбрость и мужество, оказанные при поиске на Исакчу 16 апреля, за разбитие собравшегося неприятеля и овладение батареями.
13 мая 1774 года произведён в полковники и назначен комендантом Ставропольской крепости.
Скончался в Ставрополе 15 июля 1776 года (по другим данным — в июне 1776 года).
Его брат Фёдор также был полковником и кавалером ордена св. Георгия 4-й степени.